# Chef d'État-Major des armées (Norvège)
Le chef d'État-Major des armées de Norvège (en norvégien : Forsvarssjefen) est l'officier de plus haut rang des forces armées norvégiennes  derrière le roi.

## Liste des chefs de la Défense
| No  | Portrait                                                                     | Identité                                            | Période           | Période                                   | Durée                      |
| No  | Portrait                                                                     | Identité                                            | Début             | Fin                                       | Durée                      |
| --- | ---------------------------------------------------------------------------- | --------------------------------------------------- | ----------------- | ----------------------------------------- | -------------------------- |
| 1   | Otto Ruge                                                                    | Otto Ruge (1882 - 1961)                             | 18 mai 1940       | 9 juin 1940                               | 22 jours                   |
|     | Carl Gustav Fleischer                                                        | Carl Gustav Fleischer (1883 - 1942)                 | 10 juin 1940      | 22 février 1942                           | 1 an, 8 mois et 12 jours   |
| 2   | Wilhelm von Tangen Hansteen                                                  | Wilhelm von Tangen Hansteen (en) (1896 - 1980)      | 23 février 1942   | 30 juin 1944                              | 2 ans, 4 mois et 7 jours   |
| 3   | Olav V de Norvège                                                            | Olav V de Norvège (1903 - 1991)                     | 1er juillet 1944  | 15 juillet 1945                           | 1 an et 14 jours           |
| 4   | Otto Ruge                                                                    | Otto Ruge (1882 - 1961)                             | 16 juillet 1945   | 31 décembre 1945                          | 5 mois et 15 jours         |
|     | Elias Corneliussen                                                           | Par intérim : Elias Corneliussen (en) (1881 - 1951) | 1er janvier 1946  | 31 mai 1946                               | 4 mois et 30 jours         |
|     | Pas de portrait sous licence libre disponible pour Halvor Hansson.           | Par intérim : Halvor Hansson (en) (1886 - 1956)     | 1er juin 1946     | 31 juillet 1946                           | 1 mois et 30 jours         |
| 4   | Ole Berg                                                                     | Ole Berg (en) (1890 - 1968)                         | 1er août 1946     | 31 octobre 1955                           | 9 ans, 2 mois et 30 jours  |
| 5   | Finn Lambrechts                                                              | Finn Lambrechts (en) (1900 - 1956)                  | 1er novembre 1955 | 8 décembre 1956 (mort en cours de mandat) | 1 an, 1 mois et 7 jours    |
| 6   | Bjarne Øen                                                                   | Bjarne Øen (en) (1898 - 1994)                       | 10 janvier 1957   | 31 décembre 1962                          | 5 ans, 11 mois et 21 jours |
| (6) | Bjarne Øen                                                                   | Bjarne Øen (en) (1898 - 1994)                       | 1er janvier 1963  | 31 décembre 1963                          | 11 mois et 30 jours        |
| 7   | Pas de portrait sous licence libre disponible pour Folke Hauger Johannessen. | Folke Hauger Johannessen (en) (1913 - 1997)         | 1er janvier 1964  | 31 décembre 1972                          | 8 ans, 11 mois et 30 jours |
| 8   | Herman Fredrik Zeiner-Gundersen                                              | Herman Fredrik Zeiner-Gundersen (en) (1915 - 2002)  | 1er février 1972  | 20 mars 1977                              | 5 ans, 1 mois et 19 jours  |
| 9   | Pas de portrait sous licence libre disponible pour Sverre Hamre.             | Sverre Hamre (en) (1918 - 1990)                     | 21 mars 1977      | 30 juin 1982                              | 5 ans, 3 mois et 9 jours   |
| 10  | Pas de portrait sous licence libre disponible pour Sven Hauge.               | Sven Hauge (en) (1923 - 1997)                       | 1er juillet 1982  | 30 juin 1984                              | 1 an, 11 mois et 29 jours  |
| 11  | Pas de portrait sous licence libre disponible pour Fredrik Bull-Hansen.      | Fredrik Bull-Hansen (en) (1927 - 2018)              | 1er juillet 1984  | 31 août 1987                              | 3 ans, 1 mois et 30 jours  |
| 12  | Vigleik Eide                                                                 | Vigleik Eide (en) (1933 - 2011)                     | 31 août 1987      | 5 septembre 1989                          | 2 ans et 5 jours           |
| 13  | Pas de portrait sous licence libre disponible pour Torolf Rein.              | Torolf Rein (en) (né en 1934)                       | 5 septembre 1989  | 31 octobre 1994                           | 5 ans, 1 mois et 26 jours  |
| 14  | Arne Solli                                                                   | Arne Solli (en) (1938 - 2017)                       | 31 octobre 1994   | 30 avril 1999                             | 4 ans, 5 mois et 30 jours  |
| 15  | Pas de portrait sous licence libre disponible pour Sigurd Frisvold.          | Sigurd Frisvold (en) (1947 - 2022)                  | 1er mai 1999      | 31 mars 2005                              | 5 ans, 10 mois et 30 jours |
| 16  | Sverre Diesen                                                                | Sverre Diesen (en) (né en 1949)                     | 1er avril 2005    | 30 septembre 2009                         | 4 ans, 5 mois et 29 jours  |
| 17  | Harald Sunde, 30 avril 2010.                                                 | Harald Sunde (en) (né en 1954)                      | 1er octobre 2009  | 19 novembre 2013                          | 4 ans, 1 mois et 18 jours  |
| 18  | Haakon Bruun-Hanssen, 21 janvier 2013.                                       | Haakon Bruun-Hanssen (en) (né en 1960)              | 19 novembre 2013  | 17 août 2020                              | 6 ans, 8 mois et 29 jours  |
| 19  | Eirik Johan Kristoffersen, 2024.                                             | Eirik Johan Kristoffersen (en) (né en 1969)         | 17 août 2020      |                                           |                            |